# 홀로코스트 (2013년 영화)
《홀로코스트》(Lauf Junge lauf, Run Boy Run)는 독일, 폴란드, 프랑스에서 공동 제작된 페페 단쿠아르트 감독의 2013년 드라마, 전쟁 영화이다. 카밀 트카츠 등이 주연으로 출연하였고 수잔 쿠쉐 등이 제작에 참여하였다. 이 영화는 요람 프리드먼의 삶을 다룬 우리 올레프의 2000년 소설 Run, Boy, Run을 각색한 것이다.
이 영화는 2013년 11월 5일 독일의 콧부스의 필름페스티벌에서 세계 처음으로 초연되었다.

## 출연

### 주연
- 카밀 트카츠
- 안드레이 트카츠
- 즈비그니브 자마코브스키
- 제넷 하인
- 라이너 복

### 조연
- 그라지나 자폴로스카
- 이타이 티란
- 요헨 해겔

## 기타
- 각색: 우리 오를레브